# Bert Marcelo
Norberto Joya Marcelo Sr., meglio noto come Bert Marcelo (Baliuag, 6 giugno 1936 – Quezon City, 16 dicembre 1995), è stato un attore e conduttore televisivo filippino.
Soprannominato "Tawa", è stato una delle più note personalità televisive delle Filippine.
Marcelo era all'apice della sua carriera quando, nel 1995, morì per un fatale infarto, poco dopo aver perso nelle elezioni governative della provincia di Bulacan.

## Filmografia
- Everlasting Love (1989)
- Isang platitong mani (1986) (as Bert Marcelo) .... Berto
- Mga mata ni Angelita (1978) .... Rig Driver
- ... aka Ricardo Y. Feliciano's Mga Mata ni Angelita
- Kapten Batuten en his super batuta (1977)
- Tisoy (1977)
- ... aka Nonoy Marcelo's Tisoy
- ... aka Whity (literal title)
- Oh Margie Oh (1974)
- The Panther (1973)
- Ang pangalan ko'y Luray (1971)
- ... aka My Name is Luray
- Padre, si Eba (1971)
- D' Musical Teenage Idols! (1969)
- Tisoy (1969) .... Tikyo
- Brownout (1969)
- Teenage Escapades! (1969)
- Tore ng diyablo (1969)
- Pomposa: Ang kabayong tsismosa (1968)